# سیفولد (نیویورک)
سیفولد (به انگلیسی: Seaford) یک منطقهٔ مسکونی در ایالات متحده آمریکا است که در شهرستان نساو، نیویورک واقع شده‌است. سیفولد ۶٫۸ کیلومتر مربع مساحت و ۱۵٬۲۹۴ نفر جمعیت دارد و ۳ متر بالاتر از سطح دریا واقع شده‌است.